# Doves Press

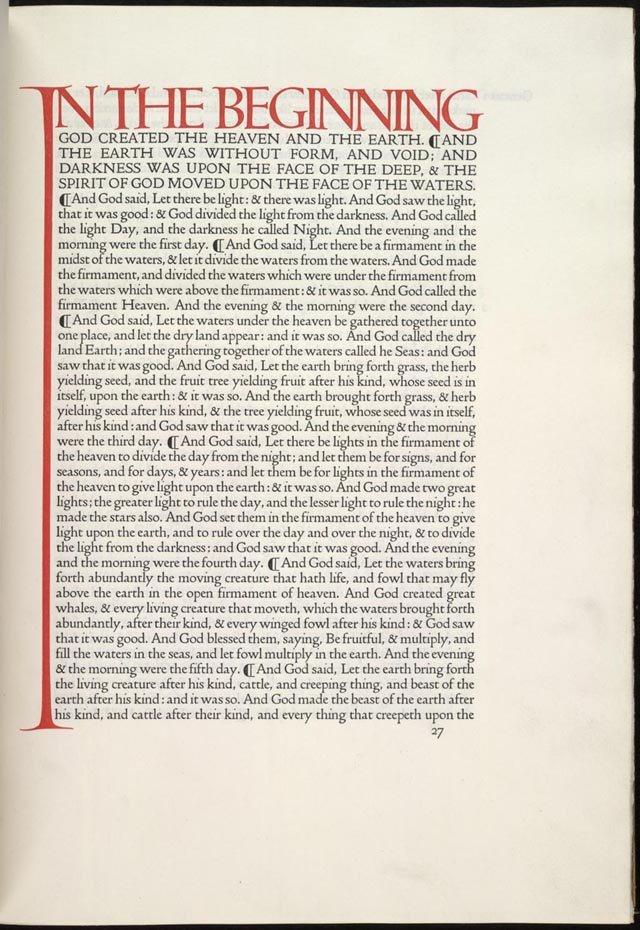
Titelblatt The English Bible (1903–1905)

Die Doves Press war eine der bedeutendsten englischen Privatpressen. Sie wurde im Jahre 1900 von Emery Walker und Thomas James Cobden-Sanderson im Londoner Stadtbezirk Hammersmith gegründet und bestand bis 1916. Ihre Gründung und buchkünstlerischen Leistungen stehen im engen Zusammenhang mit William Morris, der englischen Buchkunstreform, der Arts-&-Crafts-Bewegung und dem Private Press Movement. Die Bücher der Presse waren richtungweisend in ihrer typographischen Gestaltung.
Die Zusammenarbeit von Walker und Cobden-Sanderson endete im Jahre 1909 auf Grund von Meinungsverschiedenheiten. Beide vertraten unterschiedliche theoretische Auffassungen bei der gestalterischen Umsetzung ihrer gedruckten Werke.
Cobden-Sanderson hatte nach dem Theologie- und Jurastudium im Jahre 1884 eine Buchbinderlehre abgeschlossen und 1893 die Doves Bindery gegründet. Erst fünf Jahre später entschloss er sich zur Gründung einer eigenen Presse. Walker und Cobden-Sanderson waren bereits Mitarbeiter der Kelmscott Press gewesen und mit William Morris gut bekannt. Schon hier hatte Walker sein typographisches Können und Wissen bewiesen und war auch für die Ashendene Press tätig.
Er entwickelte nun zwischen 1899 und 1900 seine eigene Type für die Doves Press, die Doves-Type. Walker hatte eine Vorliebe für die Antiqua und strebte deren Vollkommenheit durch ausgeglichene Proportionen bei den Drucken der Doves Press an. Als Vorbilder dienten, wie schon bei der Golden-Type von Morris, die Plinius-Ausgabe von Nicolas Jenson und die Ausgabe der Historia Florentina von Jacobus Rubeus.
Kennzeichnend für die Ausgaben der Doves Press war, im bewussten Gegensatz zur Kelmscott Press, der Verzicht auf jegliche Illustrationen und dekorativen Buchschmuck. Ein einheitliches Erscheinungsbild der Veröffentlichungen wurde durch eine elegante und typographische Gestaltung der Werke erreicht. Im Gegensatz zu Walker besaß Cobden-Sanderson kein technisches Interesse und stellte den Inhalt der Bücher über ihre Ausarbeitung. Die Gestaltung eines Buches besaß für ihn die Aufgabe, die Literatur lesbar und verständlich zu vermitteln. Er verlieh der Formgebung eines Buches einen höheren Stellenwert und sah darin sogar einen „Akt der Schöpfung“, denn nur die Gestaltung konnte das Wesentliche, die Literatur, gebührend fördern und unterstützen. Cobden-Sanderson strebte nach dem „Zusammenklang von Gehalt und Gestalt, Inhalt und Form, mit dem Dichter aus dem gleichen Erlebnisgrund das Buch schöpferisch zu einem Ganzen zugestalten.“
Sein buchästhetisches Programm The Ideal Book or Book Beautiful veröffentlichte Cobden-Sanderson im Jahre 1901. Er war es auch, der die Literatur der Ausgaben der Doves Press bestimmte. So wurden unter anderem die Werke bedeutender Dichter wie John Milton, William Shakespeare oder Johann Wolfgang von Goethe veröffentlicht. Zwischen den Jahren 1903–1905 gab die Presse The English Bible in fünf Bänden heraus. Dieses monumentalformatige Werk wird heute als das Meisterwerk der Doves Press angesehen.
Cobden-Sanderson führte die Presse ab 1909 ohne Walker weiter, der ihm das Nutzungsrecht an der Doves-Type einräumte. Die Geschäftsbeziehungen endeten in einem Rechtsstreit, der über das Ende der Doves Press hinausging, über das Eigentum an den Typen und dem Anteil am Gewinn. Der Vertrag hatte vorgesehen, dass die Typen nach dem Tod von Cobden-Sanderson an Walker zurückfallen sollten. Aber entgegen der Abmachung mit Walker versenkte er 1916 nach der Schließung der Presse mehrere Schrifttypen in der Themse, um zu verhindern, dass Walker sie weiter verwenden konnte.
Sowohl die Arbeiter in der Buchbinderei als auch Doves Druckerei erhielten höhere Löhne als allgemein üblich. Sie hatten eine 48-Stunden-Woche, bekamen 14 Tage bezahlten Urlaub und auch die Weihnachtsfeiertage wurden bezahlt.
Eine enge buchkünstlerische Verbindung besteht zwischen der Doves Press und der deutschen Bremer Presse. Die Bremer Presse orientierte sich sowohl an Cobden-Sandersons buchästhetischem Programm, wie auch an den typographischen Leistungen Walkers.
Einige Drucke aus der Doves Press sind im Offenbacher Klingspor-Museum ausgestellt, darunter der erste Druck der Doves Press, Tacitus, und eine zweibändige Ausgabe von Goethes Faust. Beide zählen zu den Glanzstücken des Museums.